# Colby (Cumbria)
Colby è un villaggio e parrocchia civile dell'Inghilterra, appartenente alla contea della Cumbria.